# Nombre de Reynolds
Pour les articles homonymes, voir Reynolds.
En mécanique des fluides, le nombre de Reynolds, noté  {\displaystyle \mathrm {Re} }, est un nombre sans dimension caractéristique de la transition laminaire-turbulent. Il est mis en évidence en 1883 par Osborne Reynolds.
Le nombre de Reynolds est applicable à tout écoulement de fluide visqueux, et prévoit son régime. Pour des petites valeurs de {\displaystyle \mathrm {Re} }, le régime est dominé par la viscosité et l'écoulement est laminaire. Pour les grandes valeurs de {\displaystyle \mathrm {Re} }, le régime est dominé par l'inertie et l'écoulement est turbulent.

## Définition
Le nombre de Reynolds se calcule par le rapport des forces d'inertie sur les forces visqueuses des équations de Navier-Stokes.

Le nombre de Reynolds est défini par :
{\displaystyle \mathrm {Re} ={\frac {\rho \Vert [{\vec {v}}\cdot {\overrightarrow {\mathrm {grad} }}]{\vec {v}}\Vert }{\eta \Vert \Delta {\vec {v}}\Vert }}}
avec :
- {\displaystyle {\vec {v}}} la vitesse de l'écoulement ;
- {\displaystyle \rho } la masse volumique du fluide ;
- {\displaystyle \eta } la viscosité dynamique du fluide ;

- {\displaystyle {\overrightarrow {\mathrm {grad} }}} l'opérateur gradient ;
- {\displaystyle \Delta } l'opérateur laplacien.

On approxime alors les dérivées spatiales de {\displaystyle {\vec {v}}} à l'ordre de grandeur de {\displaystyle {\vec {v}}} sur la distance caractéristique d'évolution de {\displaystyle {\vec {v}}} dans la direction correspondante.

Pour un écoulement unidimensionnel, le nombre de Reynolds vaut alors : 
{\displaystyle \mathrm {Re} ={\frac {\rho VL}{\eta }}}
avec :
- {\displaystyle V} un ordre de grandeur de la vitesse du fluide ;
- {\displaystyle L} la longueur caractéristique sur laquelle varie {\displaystyle {\vec {v}}}. En pratique, {\displaystyle L} est la longueur de la plaque, le diamètre du cylindre, etc.

### Approximation rapide du nombre de Reynolds
Pour un fluide connu, une simplification courante consiste à prendre le nombre de Reynolds comme le produit de trois termes : la vitesse du fluide, la longueur caractéristique, et l'inverse de la viscosité cinématique définie par {\displaystyle \nu ={\frac {\eta }{\rho }}}.
Le  nombre de Reynold s'écrit alors {\displaystyle \mathrm {Re} ={\frac {LV}{\nu }}}
La viscosité cinématique vaut à peu près :
- 1,56 × 10−5 m2/s dans l'air (en « atmosphère standard »)[réf. nécessaire] ;
- 10−6 m2/s dans l'eau douce à 20 °C[1];
- 1,05 × 10−6 m2/s dans l'eau de mer à 20 °C[1], un peu plus visqueuse que l'eau douce.

Ainsi un ballon de football de 22 cm propulsé à 100 km/h (soit 27,8 m/s) navigue à un Reynolds de 0,22 × 27,8 × 70 000 = 428 000. De même, une aile de 1 m de corde volant à 40 m/s (ou 144 km/h) navigue à un Reynolds de 1 × 40 × 70 000 = 2,8 millions. Tandis que le Reynolds d'un insecte de 1 cm volant à 0,1 m/s dans l'air n'est que 70.
Ces approximations rapides du nombre de Reynolds sont souvent utiles dans la mesure où les effets du Reynolds sont souvent progressifs (en dehors d'éventuelles plages critiques), ce qui explique que pour représenter les effets du Reynolds, on le représente la plupart du temps en abscisses logarithmiques. En outre, elles permettent d'évaluer les modifications à apporter au fluide (sa nature ou sa vitesse) dans lequel on plonge un modèle réduit pour que les observations soient significatives du comportement de l'objet : on obtient à peu près le même Reynolds pour un objet dans un courant d'eau douce à 1 m/s, pour le même objet dans un courant d'air à 14 m/s, ou pour un objet similaire 7 fois plus petit dans un courant d'air à 2 m/s, ou toute autre combinaison de changement de taille et de vitesse.

### Essais de modèles

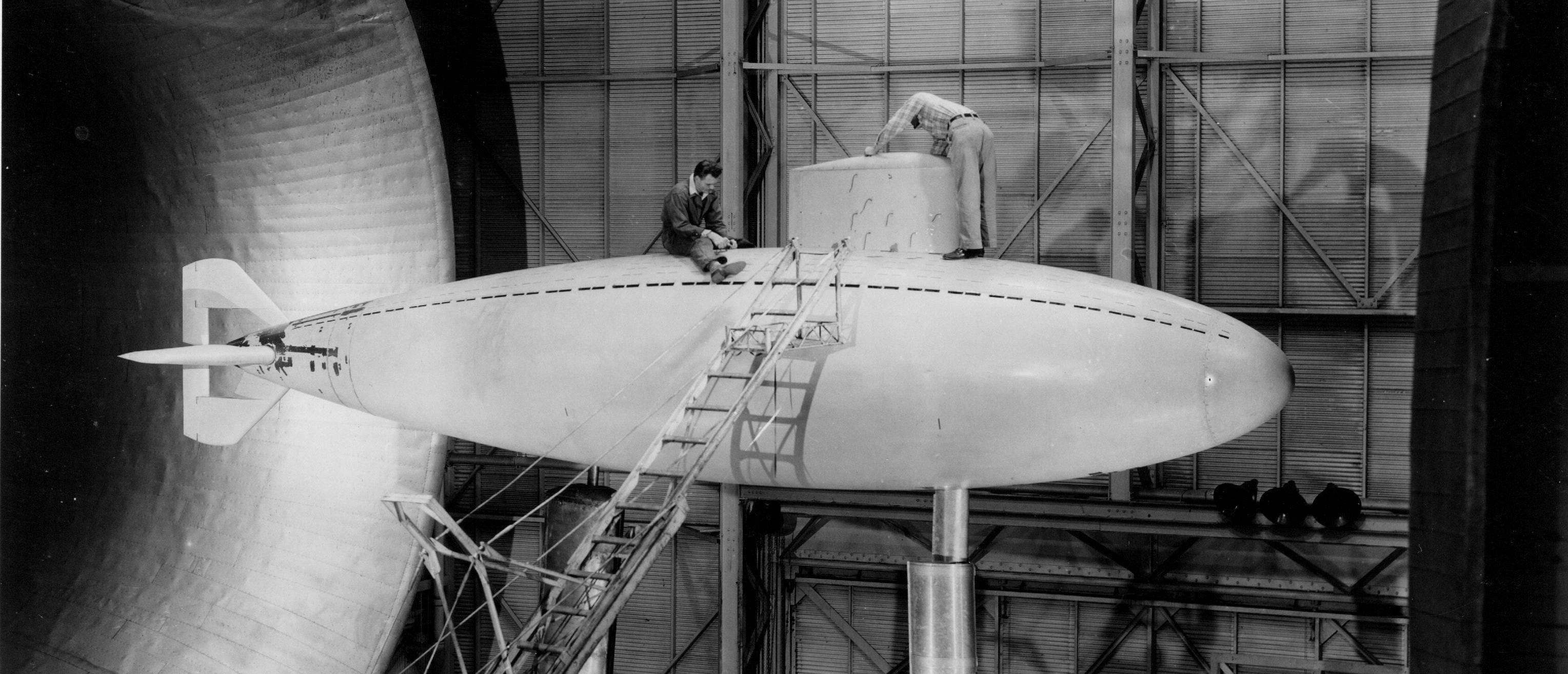
maquette au 1/5 Albacore dans la soufflerie de Langley.

Les essais de maquette de navires ou d'avions devraient être effectués en similitude de Reynolds, ce qui obligerait à compenser la taille réduite du modèle, par une vitesse plus élevée que la vitesse au réel dans les mêmes proportions (doublement de la vitesse pour une division par deux de la taille), ou par un changement de fluide. En conditions d'essais, le nombre de Reynolds du modèle réduit est quasiment toujours inférieur, voire très inférieur à celui du réel. Ceci pose de gros problèmes d'extrapolation des résultats au réel et explique pourquoi les souffleries et les bassins de carènes sont des installations de grandes dimensions afin d'autoriser des mesures sur les modèles les plus grands possibles.
Le fait qu'on puisse tester des sous-marins dans une soufflerie (comme ci-contre), donc dans un autre fluide (l'air) que leur fluide naturel (l'eau), montre bien à quel point le Reynolds règne en maître sur les écoulements de tous les fluides : ici, en appliquant un courant d'air un peu moins de trois fois plus rapide que celui de l'eau à une maquette au un cinquième, on obtient le même Reynolds que pour le bâtiment réel. 
Pour les maquettes de navires, une contrainte supplémentaire s'impose : pour reproduire au bassin le même système de vague qu'au réel, les essais devraient être effectués en similitude de Froude. Or, pour une vitesse donnée, quand la taille est réduite, le Reynolds diminue proportionnellement, alors que le Froude, lui, augmente comme la racine carré du coefficient de réduction ; de sorte que ces deux contraintes ne sont pas compatibles et le nombre de Reynolds du modèle est alors obligatoirement plus faible qu'au réel, à moins de changer de fluide. 
En magnétohydrodynamique, il est aussi possible de définir un nombre de Reynolds : le nombre de Reynolds magnétique. Cependant, celui-ci n'est pas plus proche du nombre de Reynolds dans sa définition que d'autres nombres adimensionnés utilisés en hydrodynamique pour quantifier l'importance relative de deux effets, comme le nombre de Grashof.

## Nombre de Reynolds et régimes d'écoulement
En fonction des nombres de Reynolds croissants, on distingue quatre régimes principaux : régime de Stokes, régime laminaire, régime transitoire, régime turbulent.
Le régime de Stokes correspond aux très faibles valeurs du Reynolds (très inférieures à 1). Dans ce cas les forces d'inertie liées aux vitesses étant négligeables, les forces visqueuses et les forces de pression s'équilibrent. Cette notion correspond au domaine de la microfluidique ou de la décantation de petites particules.
Pour des valeurs plus élevées du Reynolds, les forces d'inertie entrent en jeu : c'est le domaine de la dynamique des fluides.
Dans ce dernier domaine, on observe d'abord un écoulement laminaire avec des lignes de courant bien identifiées. Dans ce type d'écoulement l'effet de la viscosité s'atténue au fur et à mesure que l'on s'éloigne des parois, les vitesses du fluide tendant à s'homogénéiser. Il est alors souvent commode de considérer que l'approximation du fluide parfait (fluide non visqueux justiciable du théorème de Bernoulli) est suffisante hors des zones proches d'une paroi, zones appelées couches limites. Ces dernières concentrent les effets visqueux qui peuvent y être modélisés sous une forme simplifiée.
À partir d'un certain Reynolds se produit une transition qui fait apparaître des instabilités dues à l'amplification des perturbations. La valeur du Reynolds de transition et la nature des instabilités dépendent essentiellement du type d'écoulement considéré.
Ensuite, les instabilités augmentent au point de donner naissance à un phénomène chaotique dans lequel il est difficile de voir une organisation : c'est la turbulence.

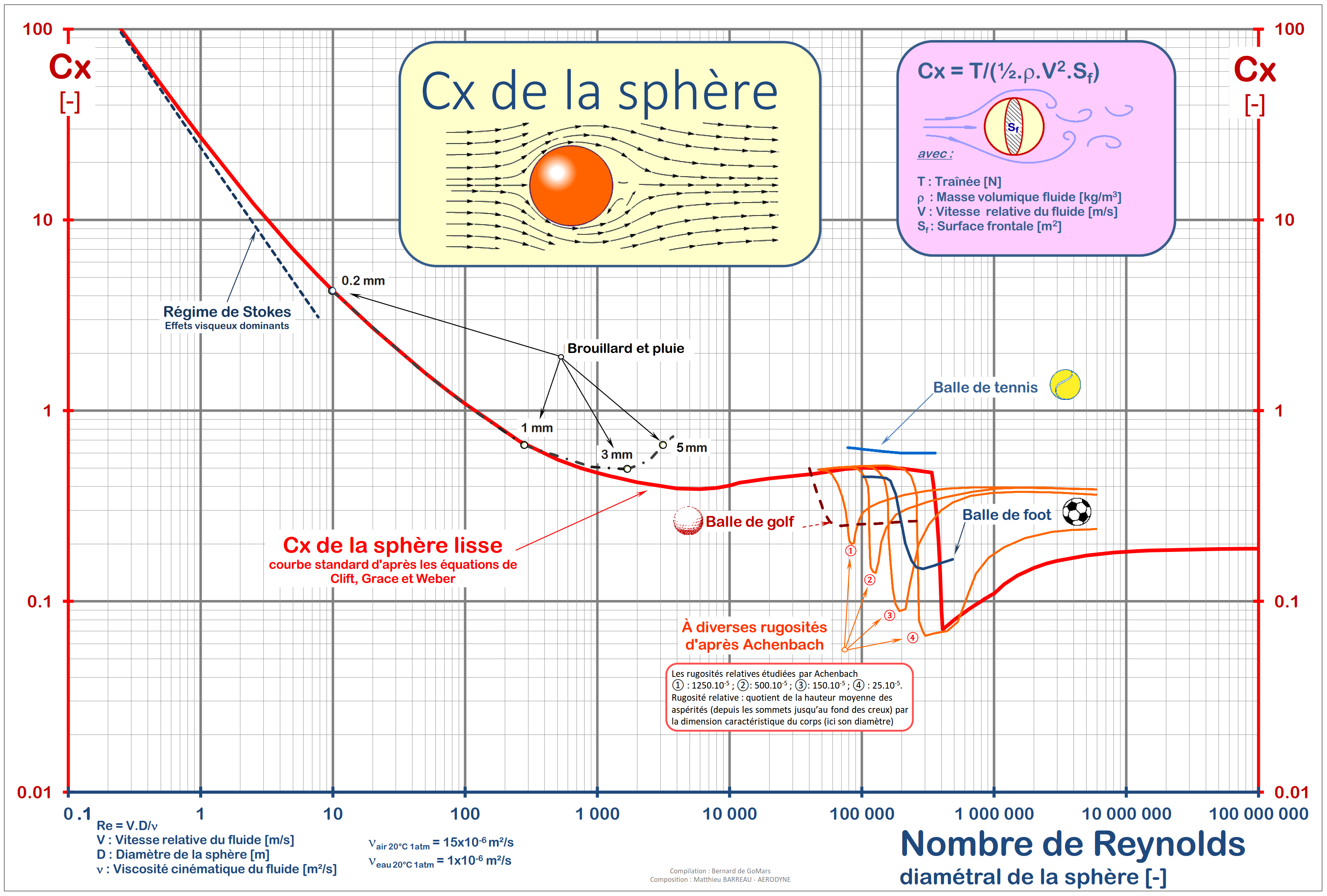
Coefficient de traînée de la sphère dans toute la plage de Reynolds possible

On obtient une bonne représentation de l'importance du Reynolds quand on dresse le graphe du coefficient de traînée quadratique de la sphère dans toute l'étendue possible des Reynolds. Ce coefficient de traînée varie dans des proportions considérables entre les bas Reynolds (Re < 1, où la sphère se trouve en écoulement de Stokes ) et la plage de Newton (entre les Reynolds diamétraux 1 000 et 300 000) où son coefficient de traînée prend des valeurs proches de 0,5. Au-delà d'un Reynolds critique de 300 000, se produit la crise de traînée de la sphère, phénomène qui fut correctement quantifié (mais incompris) en premier par G. Eiffel dans sa soufflerie d'Auteuil : le coefficient de traînée est alors divisé par plus de 5. Ce phénomène est dû à la transition de la couche limite autour de la sphère depuis l'état laminaire jusqu'à l'état turbulent.
Un tel phénomène de crise de traînée (phénomène lié essentiellement au Reynolds mais aussi à la rugosité du corps comme le montre le graphe) existe aussi pour les corps 2D (comme les cylindres ou les profils d'ailes) et 3D (comme les corps de moindre traînée).

## Exemples
- Dans une conduite à section circulaire, la dimension caractéristique est le diamètre. L'écoulement est laminaire lorsque le nombre de Reynolds est inférieur à une valeur critique pour laquelle se produit une transition assez brutale vers le turbulent. 2400 est la valeur généralement retenue pour cette transition mais, dans des conditions soignées (paroi particulièrement lisse, stabilité de la vitesse), la transition peut se produire pour une valeur plus élevée. On considère souvent que la transition peut se produire entre 2 000 et 3 000.
- Pour un cylindre à section circulaire de longueur infinie placé transversalement dans un écoulement, la dimension caractéristique est le diamètre. Aux très faibles Reynolds, on obtient un écoulement proprement laminaire qui s'ajuste parfaitement à l'obstacle (écoulement de Stokes), ceci jusqu'à un nombre de Reynolds d'environ 5 ; au-delà, les premiers tourbillons apparaissent à l'aval du cylindre, d'abord captifs. Ensuite ces tourbillons sont émis dans le sillage de façon périodique et le cylindre va passer par un certain nombre de régimes très différents à mesure que croît le nombre de Reynolds (voir ce tableau schématique).
- Avec une plaque plane située dans le lit de l'écoulement, la dimension caractéristique est la distance d'un point au bord d'attaque. Ce paramètre permet de décrire l'évolution de la couche limite. Si le bord d'attaque présente une arête émoussée, la couche limite est turbulente dès le début. Dans le cas d'un bord effilé, la couche limite est laminaire sur une certaine longueur, puis devient turbulente ensuite. Cette laminarité se maintient jusqu'à une distance qui correspond au Reynolds critique de l'ordre de 5 × 105 marquant la transition du type d'écoulement, la zone située au-delà développant une couche limite turbulente.
- Lorsque la plaque plane est remplacée par un profil d'aile, la distribution d'épaisseur le long de la corde (et le gradient de pression négative associé) de certains profils dits « laminaires » stabilise la laminarité et permet de reculer le point de transition bien au-delà de 5 × 105 : des valeurs de 7 × 106 sont possibles dans des conditions aérologiques non turbulentes (difficiles à obtenir en soufflerie) sur une surface parfaitement lisse (ailes de planeurs).
- Un corps profilé comme un fuselage (Piaggio P180 Avanti) peut avoir une transition reculée jusqu'au Reynolds 50 × 106, également dans des conditions idéales.

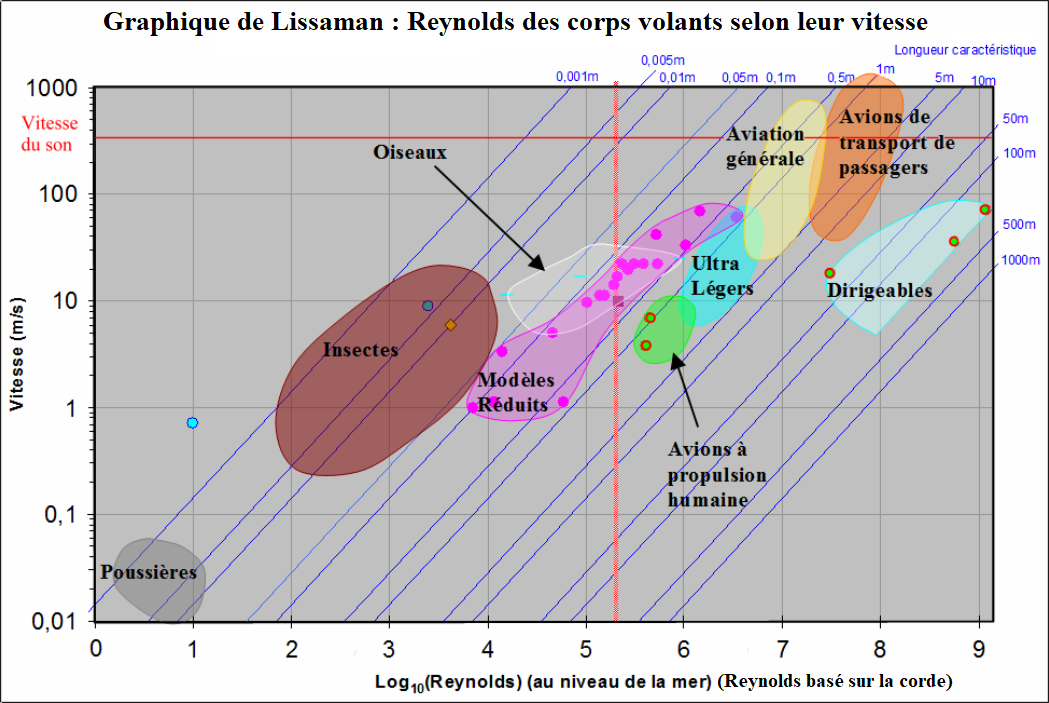
Nombre de Reynolds des corps volants ou se déplaçant dans l'air

On peut aussi dessiner un panorama des Reynolds de tous les corps volants (ou plus généralement se déplaçant dans l'air) en fonction de leur vitesse. Cela donne le graphe à effleurer présenté ci-contre où apparaissent également les longueurs caractéristiques utilisées pour le Reynolds (diagonales bleues).

### En médecine
Les modifications de régime d'écoulement entraînées par la compression d'une artère, en règle générale l'artère humérale, lors de la prise de la pression artérielle sont responsables d'un bruit (« bruits de Korotkoff ») et permettent, par l'auscultation de l'artère en aval de la compression, de connaître la pression systolique (apparition du bruit), et la pression diastolique (disparition du bruit).

### En hydromécanique
Dans un circuit ou système hydraulique ou oléohydraulique l'écoulement doit toujours être, si possible, laminaire avec, comme seule dissipation d'une partie de l'énergie mécanique, sa transformation en chaleur. Au-delà il est en phase dite critique, puis en régime turbulent qui utilise une partie de l'énergie mécanique pour créer des mouvements de plus en plus désordonnés, le rendement chutant alors considérablement.
Sur un schéma hydraulique pour calculer les pertes en charges et le rendement d'un système hydraulique, il faut soit ajouter chaque élément pour obtenir le nombre de Reynolds complet, soit utiliser un abaque pour définir les diamètres des tuyauteries, raccords et flexibles hydraulique

## La similitude des fluides
Deux écoulements à géométrie équivalente pour lesquels les nombres de Reynolds sont égaux sont dits semblables.
Pour qu'une expérience de modèle réduit d'un écoulement donne bien un écoulement semblable (c'est-à-dire identique à changements d'échelles de temps, de distance et de masse près) à l'écoulement en grandeur nature, il faut que :
{\displaystyle \mathrm {Re} ^{\star }=\mathrm {Re} \quad {\text{et}}\quad {\frac {p^{\star }}{\rho ^{\star }{v^{\star }}^{2}}}={\frac {p}{\rho v^{2}}}{\text{ et si air }}\mathrm {M} ^{\star }=\mathrm {M} }
Les valeurs marquées d'un astérisque « * » font référence à l'écoulement dans le modèle réduit et les autres valeurs à l'écoulement en grandeur nature. Ceci est utile pour les expériences sur les modèles réduits en veine liquide ou en tunnel aérodynamique où on récupère les données pour les écoulements en grandeur réelle. Pour les fluides compressibles, les nombres de Mach doivent aussi être égaux pour les deux fluides afin qu'ils puissent être considérés comme équivalents. De manière générale, il faut que les nombres sans dimension caractéristiques de l'écoulement soient identiques dans les deux écoulements.